# Грэм, Лори
Лори Джин Грэм, в замужестве Флинн (англ. Laurie Jean Graham-Flynn; род. 30 марта 1960, Оринджвилл) — канадская горнолыжница, специалистка по скоростному спуску. Представляла сборную Канады по горнолыжному спорту в 1978—1988 годах, бронзовая призёрка чемпионата мира, победительница шести этапов Кубка мира, четырёхкратная чемпионка канадского национального первенства, участница трёх зимних Олимпийских игр.

## Биография
Лори Грэм родилась 30 марта 1960 года в городе Оринджвилл провинции Онтарио. Серьёзно заниматься горнолыжным спортом начала в возрасте девяти лет, проходила подготовку в лыжном клубе Osler Bluff. В 1978 году вошла в состав канадской национальной сборной.
Первого серьёзного успеха на взрослом международном уровне добилась в сезоне 1979 года, когда побывала на этапе Кубка мира во французском Валь-д’Изере и привезла оттуда награду бронзового достоинства, выигранную в скоростном спуске.
Благодаря череде удачных выступлений удостоилась права защищать честь страны на зимних Олимпийских играх 1980 года в Лейк-Плэсиде — стартовала здесь исключительно в скоростном спуске и заняла итоговое одиннадцатое место.
В 1982 году завоевала бронзовую медаль на чемпионате мира в Шладминге — в зачёте скоростного спуска пропустила вперёд только соотечественницу Джерри Соренсен и американку Синди Нельсон.
В марте 1983 года впервые одержала победу на этапе Кубка мира, выиграв состязания по скоростному спуску на склонах Мон-Трамблан. В следующем сезоне стала первой североамериканской горнолыжницей, выигравшей этап Кубка мира в новой введённой дисциплине супергигант.
Находясь в числе лидеров горнолыжной команды Канады, благополучно прошла отбор на  Олимпийские игры 1984 года в Сараево — в скоростном спуске вновь показала одиннадцатый результат, тогда как в гигантском слаломе финишировала на 33 месте.
После сараевской Олимпиады Грэм осталась в основном составе канадской национальной сборной и продолжила принимать участие в крупнейших международных соревнованиях. Так, в 1985 году она побывала на мировом первенстве в Бормио, став в скоростном спуске седьмой. В то же время добавила в послужной список ещё несколько побед на этапах Кубка мира.
В 1987 году выступала на чемпионате мира в Кран-Монтане, где показала пятый результат в скоростном спуске и одиннадцатый результат в супергиганте.
Представляла Канаду на домашних Олимпийских играх 1988 года в Калгари — на сей раз в скоростном спуске финишировала пятой, а в супергиганте — тринадцатой. Вскоре по окончании этого сезона приняла решение завершить спортивную карьеру, уступив место в сборной молодым канадским горнолыжницам. В общей сложности в течение 11 лет Грэм 34 раза попадала в десятку сильнейших на различных этапах Кубка мира, в том числе 15 раз поднималась на подиум и 6 этапов выиграла. Выиграть Хрустальный глобус ей так и не удалось, но дважды по итогам сезонов она оказывалась третьей в скоростном спуске. Наивысшая позиция в общем зачёте всех дисциплин — 14 место. Является, помимо всего прочего, четырёхкратной чемпионкой Канады по горнолыжному спорту.
Введена в Канадский лыжный зал славы (1991) и Зал славы канадского спорта (1993). За выдающиеся спортивные достижения в 1998 году награждена орденом Канады. С 2015 года — член Зала славы спорта Онтарио.